# روث أندروود
روث أندروود (بالإنجليزية: Ruth Underwood)‏ هي موسيقية أمريكية، ولدت في 23 مايو 1946.

## وصلات خارجية
- روث أندروود على موقع IMDb (الإنجليزية)
- روث أندروود على موقع ميوزك برينز (الإنجليزية)
- روث أندروود على موقع إن إن دي بي (الإنجليزية)
- روث أندروود على موقع أول ميوزيك (الإنجليزية)
- روث أندروود على موقع أول ميوزيك (الإنجليزية)
- روث أندروود على موقع ديسكوغز (الإنجليزية)
- روث أندروود على موقع قاعدة بيانات الفيلم (الإنجليزية)